# チャールズ・クート (初代ベロモント伯爵)

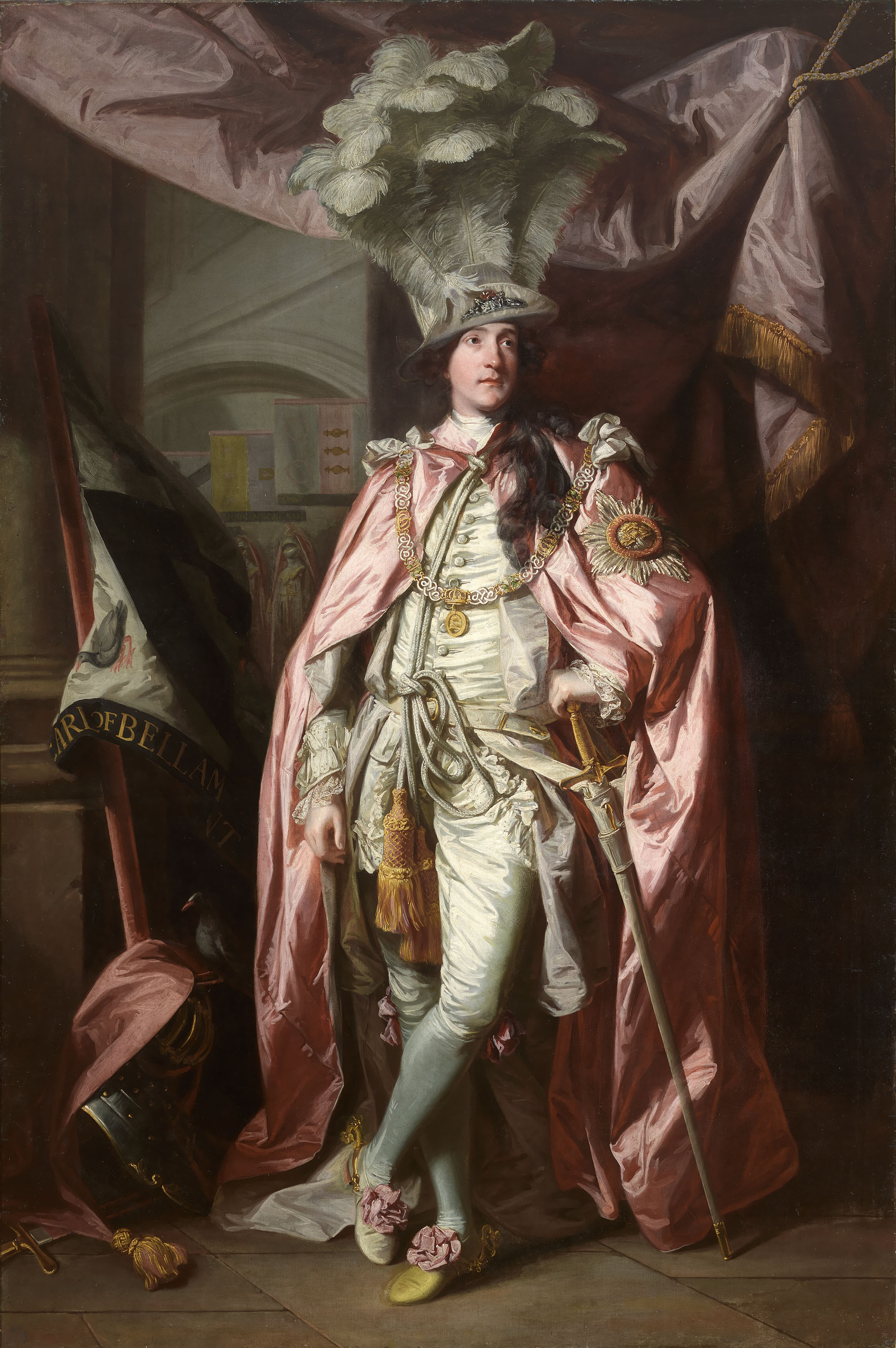
ジョシュア・レノルズによる肖像画、1773年。

初代ベロモント伯爵チャールズ・クート（英語: Charles Coote, 1st Earl of Bellomont KB PC (Ire)、1738年4月6日 – 1800年10月20日）は、アイルランド王国の政治家、貴族。

## 生涯
チャールズ・クート（1750年12月19日没）とプルーデンス・ギーリング（Prudence Geering、リチャード・ギーリングの娘）の息子として、1738年4月6日に生まれ、12日に洗礼を受けた。
1761年から1766年までキャバン・カウンティ選挙区の代表としてアイルランド庶民院議員を務めた。1764年、アイルランド北部の反乱を鎮めた功績によりバス勲章を授与された。1766年2月10日に父方の祖父トマスの兄リチャードの息子にあたる第3代ベロモント伯爵リチャード・クートが死去すると、クート男爵位を継承、同年3月7日にクート男爵としてアイルランド貴族院議員に就任した。1766年10月から1773年までアイルランド需品副総監（Deputy Quarter Master General of the Forces）を務めた。
1767年9月4日にアイルランド貴族であるベロモント伯爵に叙され、1770年10月20日にベロモント伯爵としてアイルランド貴族院議員に就任した。1774年5月12日に準男爵に叙されたが、この準男爵位は初代準男爵の男系子孫が断絶した場合、庶子チャールズ（1765年 – 1857年）に継承権を与えるという特別残余権(special remainder)が規定された。
1771年に第3代ベロモント伯爵の娘ジュディスが死去すると、バーツモートンとベローの地所を継承した。
1774年12月19日にアイルランド枢密院の枢密顧問官に任命され、1780年から1800年までキャバン首席治安判事を、1789年から1797年までアイルランド郵政長官の1人を務めた。
1800年10月20日にダブリンで死去した。嫡子に先立たれたためベロモント伯爵位とクート男爵位は廃絶、準男爵位は特別残余権に基づき庶子チャールズが継承した。

## 家族
1774年8月20日、エミリー・メアリー・マーガレッタ・フィッツジェラルド（Emily Mary Margaretta FitzGerald、1751年3月15日 – 1818年4月8日、初代リンスター公爵ジェームズ・フィッツジェラルドの娘）と結婚、1男4女をもうけた。
- チャールズ（1786年没）
- メアリー
- プルデンシア（Prudentia、1837年1月18日没）
- エミリー
- ルイーザ